# Harbansus mayeri
Harbansus mayeri är en kräftdjursart som beskrevs av Louis S. Kornicker 1978. Harbansus mayeri ingår i släktet Harbansus och familjen Philomedidae. Inga underarter finns listade i Catalogue of Life.